# Coryanthes melissae
Coryanthes melissae är en orkidéart som beskrevs av Fredy Archila. Coryanthes melissae ingår i släktet Coryanthes, och familjen orkidéer.
Artens utbredningsområde är Guatemala. Inga underarter finns listade i Catalogue of Life.